# Höfen an der Enz
Höfen hay Höfen an der Enz là một thị xã thuộc huyện Calw, vùng Karlsruhe trong bang Baden-Württemberg thuộc nước Đức. Dân số thị xã thời điểm 31 tháng 12 năm 2020 là 1713 người. Đô thị Höfen an der Enz có diện tích 9,08 km². Höfen nằm bên sông Enz tại rìa bắc của rừng Đen. Thị xã nằm ở nơi xa lộ L343 giao cắt với xa lộ B294 (Gundelfingen - Bretten).